# Justin Urich
Justin David Urich (* 1978) ist ein US-amerikanischer Schauspieler.

## Leben
Urich stammt aus einer Schauspieler-Familie. Er ist der Sohn des Schauspielers Tom Urich (* 1935). Sein Onkel war der Schauspieler Robert Urich. Einer seiner Cousins, Ryan Urich (* 1978) ist ebenfalls Schauspieler. Sein Schauspieldebüt gab Urich 1996 in dem Kurzfilm Must Be the Music und als Episodendarsteller in den Fernsehserien Emergency Room – Die Notaufnahme und High Incident – Die Cops von El Camino. Im Folgejahr übernahm er eine Nebenrolle in Spielfilm Boys Life 2. Von 1997 bis 1998 verkörperte er die Rolle des Romano in der Fernsehserie Hinterm Mond gleich links. 1999 lernte er zu den Dreharbeiten zu Speedway Junkie Jesse Bradford kennen, mit dem ihn eine Freundschaft verbindet. Im selben Jahr war er außerdem in insgesamt sieben Episoden der Fernsehserie Undressed – Wer mit wem? in der Rolle des Doc zu sehen. 2001 stellte er in So High die Rolle des Jeffrey dar. 2003 mimte er die Rolle des Harley, als einen von zwei Hauptrollen im Horrorfilm Monster Man – Die Hölle auf Rädern. 2007 folgte im Tierhorrorfernsehfilm Lake Placid 2 die Rolle des Larry. Nach Nebenrollen in den Filmen Perfect Life und Dead Awake im Jahr 2010, folgte erst 2019 mit Broker die nächste Besetzung.

## Filmografie (Auswahl)
- 1996: Must Be the Music (Kurzfilm)
- 1996: Emergency Room – Die Notaufnahme (ER, Fernsehserie, Episode 2x18)
- 1996: High Incident – Die Cops von El Camino (High Incident, Fernsehserie, Episode 2x06)
- 1997: Boys Life 2
- 1997: Smart Guy (Fernsehserie, Episode 1x04)
- 1997: Buffy – Im Bann der Dämonen (Buffy the Vampire Slayer, Fernsehserie, Episode 1x10)
- 1997: Arli$$ (Fernsehserie, Episode 2x06)
- 1997: Palm Beach-Duo  (Silk Stalkings, Fernsehserie, Episode 7x03)
- 1997: Was ist los mit Alex Mack? (The Secret World of Alex Mack, Fernsehserie, Episode 4x12)
- 1997: Jenny (Fernsehserie, Episode 1x07)
- 1997–1998: Hinterm Mond gleich links (3rd Rock from the Sun, Fernsehserie, 4 Episoden)
- 1998: X-Factor: Das Unfassbare (3rd Rock from the Sun, Fernsehserie, 3 Episoden, verschiedene Rollen)
- 1999: Scrapbook
- 1999: Speedway Junkie
- 1999: Immer wieder Fitz (Cracker, Fernsehserie, Episode 1x12)
- 1999: Carrie 2 – Die Rache (The Rage: Carrie 2)
- 1999: Undressed – Wer mit wem? ((MTV's) Undressed, Fernsehserie, 7 Episoden)
- 1999: The West Wing – Im Zentrum der Macht (The West Wing, Fernsehserie, Episode 1x06)
- 1999: Noch mal mit Gefühl (Once and Again, Fernsehserie, Episode 1x09)
- 2000: Across the Line
- 2000: Family Jewels
- 2000: Familie Klumps und der verrückte Professor (Nutty Professor II: The Klumps)
- 2000: Opposite Sex (Fernsehserie, 3 Episoden)
- 2001: Horror 101
- 2001: So High (How High)
- 2002: JAG – Im Auftrag der Ehre (JAG, Fernsehserie, Episode 7x13)
- 2002: Boomtown (Fernsehserie, Episode 1x06)
- 2003: Monster Man – Die Hölle auf Rädern (Monster Man)
- 2003: Winter Break
- 2003: Gilmore Girls (Fernsehserie, Episode 4x04)
- 2003: Polizeibericht Los Angeles (L.A. Dragnet, Fernsehserie, Episode 2x05)
- 2004: Serial Killing 4 Dummys
- 2004: CSI: Vegas (CSI: Crime Scene Investigation, Fernsehserie, Episode 4x22)
- 2006: Jane Doe: Yes, I Remember It Well (Fernsehfilm)
- 2007: Fighting Words
- 2007: Lake Placid 2 (Fernsehfilm)
- 2009: Solly’s Wisdom (Fernsehserie, Episode 1x06)
- 2010: Perfect Life
- 2010: Dead Awake
- 2019: Broker (Fernsehfilm)